# Victor Point
Pour les articles homonymes, voir point.
Victor Élémir Point, né le 22 juin 1902 à Bourron-Marlotte en Seine-et-Marne et mort le 8 août 1932 à Agay, est un officier et explorateur français. Lieutenant de vaisseau sorti de l'École navale, il se porte volontaire pour diriger le Groupe Chine de la Croisière jaune organisée par Citroën.

## Biographie
Fils d'Armand Point, peintre symboliste, il se suicide à Agay au retour de l'expédition de la Croisière Jaune, pour Alice Cocéa, actrice, en se tirant une balle dans la bouche, dans une barque avec elle.
Il aurait été en fait le fils issu de la liaison de sa mère avec Philippe Berthelot, le diplomate. On note que son père, Armand Point, était très proche de la future épouse de Philippe Berthelot, Hélène.
Il a été choisi comme l'un des personnages principaux de la bande dessinée Le marin, l’actrice et la croisière jaune de Régis Hautière et Arnaud Poitevin.
En 1973, la série télévisée La Cloche tibétaine s'inspire de la croisière jaune. L'acteur Gilles Béhat prête ses traits à Victor Point.